# Luke Winters
Luke Winters (ur. 2 kwietnia 1997 w Gresham) – amerykański narciarz alpejski, złoty medalista mistrzostw świata i brązowy medalista mistrzostw świata juniorów.

## Kariera
Po raz pierwszy na arenie międzynarodowej pojawił się 11 grudnia 2013 roku w Copper Mountain, gdzie w zawodach FIS zajął drugie miejsce w zjeździe. W 2018 roku wystartował na mistrzostwach świata juniorów w Davos, zdobywając brązowy medal w supergigancie. Zajął tam również dziewiąte miejsce w zjeździe i 22. miejsce w superkombinacji.
W zawodach Pucharu Świata zadebiutował 18 listopada 2018 roku w Levi, gdzie nie ukończył pierwszego przejazdu w slalomie. Pierwsze pucharowe punkty wywalczył 15 grudnia 2019 roku w Val d’Isère, zajmując 19. miejsce w tej samej konkurencji. W klasyfikacji generalnej sezonu 2021/2022 zajął 62. miejsce.
Wystartował w gigancie, slalomie i zawodach drużynowych na igrzyskach olimpijskich w Pekinie w 2022 roku, jednak nie ukończył żadnej z konkurencji. Na rozgrywanych rok później mistrzostwach świata w Courchevel/Méribel zdobył złoty medal w rywalizacji drużynowej. Na tej samej imprezie zajął także 30. miejsce w slalomie.

## Osiągnięcia

### Igrzyska olimpijskie
| Miejsce | Dzień     | Rok  | Miejscowość | Konkurencja | Czas biegu | Strata | Zwycięzca      |
| ------- | --------- | ---- | ----------- | ----------- | ---------- | ------ | -------------- |
| DNF1    | 13 lutego | 2022 | Pekin       | Gigant      | 2:09,35    | –      | Marco Odermatt |
| DNF1    | 16 lutego | 2022 | Pekin       | Slalom      | 1:44,09    | –      | Clément Noël   |
| DNF     | 20 lutego | 2022 | Pekin       | Drużynowo   | –          | –      | Austria        |

### Mistrzostwa świata
| Miejsce | Dzień     | Rok  | Miejscowość        | Konkurencja       | Czas biegu | Strata | Zwycięzca              |
| ------- | --------- | ---- | ------------------ | ----------------- | ---------- | ------ | ---------------------- |
| 8.      | 16 lutego | 2021 | Cortina d’Ampezzo  | Gigant równoległy | –          | –      | Mathieu Faivre         |
| 6.      | 17 lutego | 2021 | Cortina d’Ampezzo  | Zawody drużynowe  | –          | –      | Norwegia               |
| DNF2    | 21 lutego | 2021 | Cortina d’Ampezzo  | Slalom            | 1:46,48    | –      | Sebastian Foss Solevåg |
| DNF2    | 7 lutego  | 2023 | Courchevel/Méribel | Kombinacja        | 1:53,31    | –      | Alexis Pinturault      |
| 1.      | 14 lutego | 2023 | Courchevel/Méribel | Drużynowo         | –          | –      | –                      |
| 30.     | 19 lutego | 2023 | Courchevel/Méribel | Slalom            | 1:39,50    | +3,39  | Henrik Kristoffersen   |

### Mistrzostwa świata juniorów
| Miejsce | Dzień       | Rok  | Miejscowość | Konkurencja     | Czas biegu | Strata | Zwycięzca      |
| ------- | ----------- | ---- | ----------- | --------------- | ---------- | ------ | -------------- |
| 9.      | 31 stycznia | 2018 | Davos       | Zjazd           | 2:20,18    | +0,74  | Marco Odermatt |
| 3.      | 2 lutego    | 2018 | Davos       | Supergigant     | 1:07,59    | +0,91  | Marco Odermatt |
| 22      | 4 lutego    | 2018 | Davos       | Superkombinacja | 2:01,77    | +6,23  | Marco Odermatt |
| DNF1    | 6 lutego    | 2018 | Davos       | Gigant          | 1:39,47    | –      | Marco Odermatt |
| DNF2    | 7 lutego    | 2018 | Davos       | Slalom          | 1:45,31    | –      | Clément Noël   |

### Puchar Świata

#### Miejsca w klasyfikacji generalnej
- sezon 2019/2020: 127.
- sezon 2020/2021: 116.
- sezon 2021/2022: 62.
- sezon 2022/2023: 93.

#### Miejsca na podium w zawodach
Winters nie stawał na podium zawodów PŚ.